# Palicourea eriantha
Palicourea eriantha är en måreväxtart som beskrevs av Dc.. Palicourea eriantha ingår i släktet Palicourea och familjen måreväxter. Inga underarter finns listade i Catalogue of Life.